# 지속 개발 위원회
국제 연합 지속 개발 위원회(Commission on Sustainable Development, CSD)는 1992년 6월 리우 UN환경개발회의(UNCED)에서 지속개발위원회(CSD)설치를 권고하여 제47차 국제 연합 총회시 국제 연합 경제 사회 이사회 산하에 지속 개발 위원회(CSD) 설치를 결의함에 따라 1993년 2월 국제 연합 경제 사회 이사회 산하기구로 발족한 위원회이다.